# A Rush of Blood to the Head
A Rush of Blood to the Head és el segon àlbum d'estudi del grup anglès Coldplay. La seva publicació es va produir el 26 d'agost de 2002 al Regne Unit sota la producció de Ken Nelson i la mateixa banda. La composició de les lletres es va veure afectada pels atemptats de l'11 de setembre de 2001 a Nova York. La revista Rolling Stone va situar el disc en la posició 473 dins la llista dels 500 millors àlbums de la història.

## Informació
Després de l'èxit aconseguit amb el seu àlbum de debut, Coldplay era molt popular a Europa i diversos països de l'exterior. Mentre el grup encara realitzava la gira per presentar aquest disc, ja tenien preparat nou material i sovint tocaven algunes cançons per veure la seva rebuda. El disc inclou balades i cançons acústiques amb un llarg ús de la guitarra i el piano. Martin va indicar que hi havia dos grups de cançons segons les seves lletres a causa de l'atac de l'11 de setembre de 2001 a Nova York. Mentre les primeres eren relaxades i confortables, les posteriors foren escrites amb més urgència i per tant, més impulsives.
Cap al juny de 2002, la banda va finalitzar la gravació de A Rush of Blood to the Head però no els acabava de convèncer el seu so, i finalment van acordar posposar el llançament del disc amb la discogràfica fins que estiguessin satisfets. Com a conseqüència, diverses cançons van ser descartades perquè s'acostaven massa al so de Parachutes. Martin va indicar que el grup volia progressar i millorar les seves habilitats com a músics, per tant, necessitaven fer coses noves.
La portada del disc fou dissenyada pel fotògraf Sølve Sundsbø, de la revista Dazed & Confused, i especialista en fotografia usant d'escàners 3D. La model de la fotografia estava maquillada totalment de blanc amb una capa acolorida. L'ordinador no pot llegir els colors i són reemplaçats per puntes, i el cap fou tallat perquè l'escàner només podia escanejar 30 centímetres. A l'editor de la revista li va agradar la imatge i la va publicar en una de les seves publicacions. Posteriorment, Chris Martin va veure la imatge i va contactar amb Sundsbø per poder utilitzar la fotografia com a portada d'A Rush of Blood to the Head. Per als senzills de l'àlbum, Martin li va preguntar a Sundsbø si tenia alguna idea i ell li va proposar escanejar els caps dels membres de la banda. El llibret interior conté només dues fotografies: una del grup en un bosc i una del grup a l'estudi.
El disc fou molt aclamat per diversos crítics musicals indicant que era millor que el seu àlbum de debut. El grup va superar les expectatives marcades per Parachutes i va demostrar la confiança en el seu talent i la seva música. La crítica va destacar la solidesa del disc, l'evolució musical de la banda, el refinament de la veu de Martin i el treball de Buckland amb la guitarra.
Al Regne Unit, A Rush of Blood to the Head fou un èxit total. Va debutar al número u de la llista UK Albums Chart i amb més de 2,6 milions de còpies, la British Phonographic Industry el va certificar amb vuit discs de platí. Gràcies a la rebuda aconseguida amb els seus senzills, el disc es va mantenir més d'un any dins la llista britànica i es va situar en la posició setena dins la llista dels àlbums més venuts al Regne Unit durant el segle xxi. Als Estats Units va debutar a la cinquena posició superant a Parachutes. Fou certificat amb quatre discs de platí superant els quatre milions i mig d'unitats.
El disc fou guardonat amb diversos premis per part de la premsa musical nacional i internacional. Entre els més importants destaquen els Grammys al millor àlbum alternatiu, millor actuació de grup de rock per "In My Place" i millor gravació de l'any per "Clocks", el BRIT al millor àlbum britànic. La revista Rolling Stone el va situar en la posició 473 dins la llista dels 500 millors àlbums de tots els temps.

## Llista de cançons
Totes les cançons foren escrites i compostes per Coldplay. 
| Núm.          | Títol                            | Durada |
| ------------- | -------------------------------- | ------ |
| 1.            | «Politik»                        | 5:19   |
| 2.            | «In My Place»                    | 3:48   |
| 3.            | «God Put a Smile upon Your Face» | 4:57   |
| 4.            | «The Scientist»                  | 5:09   |
| 5.            | «Clocks»                         | 5:07   |
| 6.            | «Daylight»                       | 5:27   |
| 7.            | «Green Eyes»                     | 3:43   |
| 8.            | «Warning Sign»                   | 5:31   |
| 9.            | «A Whisper»                      | 3:58   |
| 10.           | «A Rush of Blood to the Head»    | 5:51   |
| 11.           | «Amsterdam»                      | 5:19   |
| Durada total: | Durada total:                    | 54:08  |

## Posicions en llista
| Llista                  | Posició | Certificacions |
| ----------------------- | ------- | -------------- |
| Australian Albums Chart | 1       | 5x platí       |
| Canadian Albums Chart   | 1       | 4x platí       |
| European Albums Chart   | 36      | 4x platí       |
| French Albums Chart     | 4       | Platí          |
| German Albums Chart     | 1       | 3x or          |
| Spanish Albums Chart    | 4       | 2x platí       |
| UK Albums Chart         | 1       | 8x platí       |
| U.S. Billboard 200      | 5       | 4x platí       |

## Personal
| Coldplay - Chris Martin - cantant, guitarra, teclats - Jon Buckland - guitarra - Guy Berryman - baix - Will Champion - bateria | Producció - Producció per Coldplay i Ken Nelson - Enginyeria i mescles per Coldplay, Ken Nelson i Rik Simpson - Producció addicional i mescles per Mark Pythian |

## Guardons
Premis
- 2003: Grammy al millor àlbum de música alternativa